# They/Them
They/Them (in het Engels uitgesproken als "They-slash-them") is een Amerikaanse slasher-film uit 2022 geregisseerd en geschreven door John Logan. De film ging op 24 juli 2022 in première tijdens het Outfest filmfestival.

## Verhaal
De film volgt Owen Whistler die de leider is van een speciaal kamp waarin geprobeerd wordt om personen die deel uitmaken van de LGBT+ gemeenschap te bekeren. De tieners worden tijdens dit kamp een week lang blootgesteld aan diverse psychologische martelingen. Daarnaast komt niet enkel het gevaar van de medewerkers van het kamp, maar moeten de jongeren zichzelf en elkaar beschermen tegen een moordenaar die er rond loopt.

## Rolverdeling
| acteur           | personage                     |
| ---------------- | ----------------------------- |
| Kevin Bacon      | Owen Whistler                 |
| Theo Germaine    | Jordan Lewis                  |
| Anna Chlumsky    | Molly Erickson / Angie Phelps |
| Carrie Preston   | Dr. Cora Whistler             |
| Quei Tann        | Alexandra Traven              |
| Austin Crute     | Toby O'Neal                   |
| Anna Lore        | Kim Hartman                   |
| Cooper Koch      | Stuart "Stu" Smith Williams   |
| Monique Kim      | Veronica Lim                  |
| Darwin Del Fabro | Gabriel Hernandez             |
| Hayley Griffith  | Sarah Kahan                   |
| Boone Platt      | Zane Whistler                 |
| Mark Ashworth    | Balthazar Riggs               |

## Achtergrond
De horrorfilm werd geregisseerd door John Logan, die daarnaast tevens het scenario voor de film schreef. De film werd oorspronkelijk in april 2021 aangekondigd onder de titel Whistler Camp, voordat de film zijn huidige titel kreeg. De film werd geproduceerd door Jason Blum en Michael Aguilar namens Blumhouse Productions. De opnamen van de film vonden hoofdzakelijk plaats bij Camp Rutledge in Atlanta. Hoofdrollen in de film waren weggelegd voor onder anderen Kevin Bacon, Anna Chlumsky, Carrie Preston en Cooper Koch.
They/Them ging op 24 juli 2022 in première tijdens het Outfest filmfestival, voordat hij op 5 augustus 2022 voor het grote publiek op streamingdienst Peacock verscheen. De film werd door de recensenten in het algemeen negatief ontvangen. Op Rotten Tomatoes heeft de film een score van 34% op basis van 71 beoordelingen. Metacritic komt op een score van 46/100, gebaseerd op 19 beoordelingen.